# Nicky Summerbee
Nicholas „Nicky“ Summerbee (* 26. August 1971 in Altrincham) ist ein ehemaliger englischer Fußballspieler. Zumeist im rechten Mittelfeld eingesetzt, agierte er in den 1990er-Jahren für Swindon Town, Manchester City und den AFC Sunderland in der Premier League.

## Sportlicher Werdegang

### Swindon Town
Nicky Summerbee, dessen Vater Mike Summerbee in den 1960er- und 1970er-Jahren langjährig als Flügelspieler für Swindon Town und Manchester City agiert und dazu acht A-Länderspiele für die englische Nationalmannschaft absolviert hatte, schloss sich im September 1987 ebenfalls Swindon Town an. Zuvor hatte er erfolglos versucht bei Norwich City und Leicester City unterzukommen. In Swindon hingegen gelang ihm beim Vorspielen idealerweise ein Hattrick und so nahm ihn der Verein zwei Wochen später in sein Jugendprogramm auf. Zunächst belegte er die Position des Mittelstürmers und gelegentlich den rechten Flügel, wie sein Vater. Im weiteren Verlauf seiner Karriere wurde er weiter in defensivere Rollen zurückgezogen, vor allem als rechter Wingback (neudeutsch: „Schienenspieler“) spielte er Stärken im Abwehrverhalten gepaart mit Offensivläufen aus. Nachdem er im Juli 1989 einen Profivertrag bei dem Zweitligisten unterschrieben hatte, debütierte er am 3. September 1989 per Einwechslung beim 3:1-Sieg gegen die Wolverhampton Wanderers. Gegen Ende der anschließenden Saison stand er erstmals in der Startelf, die letztlich im Mai 1991 bei Port Vale mit 1:3 unterlag.
Nachdem Paul Bodin den Verein im März 1991 verlassen hatte, ging Swindon Town ohne erfahrenen Linksverteidiger in die Spielzeit 1991/92. Trainer Glenn Hoddle setzte Summerbee in der Folge als linken Wingback ein und behielt diese Formation bis zum Dezember 1991 bei. Als Bodin schließlich im Januar 1992 zum Verein zurückkehrte und Hoddle für Summerbee keinen Platz in einer klassischen Mittelfeldrolle fand, wurde dieser zunächst wieder auf die Ersatzbank verdrängt. Dennoch hatte er in dieser Saison 34 Pflichtspiele für Swindon bestritten und im Oktober 1991 sein Tordebüt im Ligapokal beim 4:1-Auswärtssieg gegen Huddersfield Town gefeiert. Der sportliche Durchbruch gelang ihm dann in der Saison 1992/93, zunächst als rechter Wingback und danach auf der rechten Seite im Dreier-Mittelfeld. Nach dem Abgang des etatmäßigen Rechtsverteidigers David Kerslake zu Leeds United im März 1993, übernahm Summerbee dessen Wingback-Rolle für die verbliebenen Saisonpartien. Spätestens zu diesem Zeitpunkt war Summerbee dann Schlüsselspieler in der erfolgreichen Mannschaft, die mit der „Flügelzange“ gemeinsam mit Bodin auf der anderen Seite eine besondere Stärke entwickelte. Gemeinsam gelang schließlich ein Sieg im Play-off-Finale mit 4:3 gegen Leicester City, der den Aufstieg in die Premier League mit sich brachte. Im gleichen Jahr wurde er in die englische U-21-Auswahl berufen und gewann mit dieser das Turnier von Toulon. Hier wurde er zunächst gegen Portugal eingewechselt, erzielte danach per Weitschuss gegen Schottland den Siegtreffer und war dann beim 1:0-Finalsieg gegen Frankreich ebenfalls Teil der Mannschaft.
Die Erstligasaison 1993/94 verlief für Swindon Town nicht nach Plan und der Verein stieg als Tabellenletzter mit 100 Gegentoren ab. Dabei war Summerbee einer der wenigen Lichtblicke in der Mannschaft, verpasste nur vier Pflichtspiele und konnte auf großer Bühne seine Stärken auf dem Flügel mit guten Flanken und vor allem bei Standardsituationen überzeugen. Dazu fiel sein harter Schuss auf und in einem Programm der BBC wurde bei ihm eine Geschwindigkeit von 87 Meilen pro Stunde (ca. 140 km/h) als Rekord gemessen. Er erzielte seinen ersten Premier-League-Treffer im September 1993 gegen Manchester City und als sich der Abstieg von Swindon Town abzeichnete, sorgte ein weiterer guter Auftritt im Februar 1994 gegen die „Citizens“ dafür, dass sich der Klub aus Manchester für ihn interessierte. Nach seinem ersten Länderspiel für die englische B-Nationalmannschaft im Mai 1994 gesellten sich der FC Middlesbrough und die Blackburn Rovers zu den Interessenten, aber den Zuschlag erhielt im Juni 1994 Manchester City für eine Ablösesumme von 1,5 Millionen Pfund.

### Manchester City
Summerbee folgte mit dem Wechsel den Spuren seines Vaters, der in Manchester Teil des „Star-Trios“ mit Francis Lee und Colin Bell war. Mitte der 1990er-Jahre war der Kader weniger prominent, aber Trainer Brian Horton verpflichtete neben Summerbee weitere nennenswerte Spieler wie Peter Beagrie, Uwe Rösler und Paul Walsh. Die Saison 1994/95 entwickelte sich für Summerbee jedoch nur geringfügig besser als im Jahr zuvor und der Klassenerhalt konnte nur knapp abgewendet werden. Lee, der es mittlerweile zum Vereinspräsidenten gebracht hatte, ersetzte Horton durch Alan Ball. Unter dem Weltmeister von 1966 verschärfte sich die Lage dann aber und am Ende stieg der Klub in die Zweitklassigkeit ab. Nach einem Jahr als Stammspieler im Zweitligamittelfeld warb im Sommer 1997 der französische Erstligist Girondins Bordeaux um Summerbee und lud ihn zu einem Probetraining ein. Ein Wechsel kam jedoch nicht zustande; stattdessen heuerte er im November 1997 beim Erstligaabsteiger AFC Sunderland an, wobei im Gegenzug Craig Russell von Sunderland zu Manchester City wechselte.

### AFC Sunderland
Der Wechsel nach Sunderland war für Summerbee eine gefühlte Befreiung, da er sich in Manchester häufig den Vergleichen mit seinem Vater ausgesetzt sah. Nach seinem Debüt per Einwechslung am 15. November 1997 auswärts gegen den FC Portsmouth mit einem Treffer zum 4:1-Endstand blieb er fortan Stammspieler im rechten Mittelfeld. Zum Ende der Spielzeit 1997/98 erreichte Sunderland die Play-off-Spiele und im Finale zog der Klub in einer spektakulären Partie gegen Charlton Athletic den Kürzeren. Die Partie ging mit 3:3 Toren in die Verlängerung. Summerbees Treffer vom Strafraumeck zum 4:3 wurde kurz darauf von Clive Mendonca egalisiert. Da keine weiteren Tore fielen, musste das Elfmeterschießen entscheiden. Dort verwandelte Summerbee den ersten Elfmeter, konnte aber das Aus nach dem Fehlschuss von Sunderlands siebtem Schützen Michael Gray nicht verhindern. Der Frust über das verpasste Ziel hielt aber nicht lange an, denn in seinem bis dato wohl besten Karrierejahr führte Summerbee Sunderland in der Saison 1998/99 zur deutlichen Zweitligameisterschaft (mit 105 Punkten) und damit in die höchste englische Spielklasse. Seine guten Leistungen waren auch der Tatsache geschuldet, dass er wieder als klassischer Flügelspieler auf der rechten Seite agierte und von seinen Stärken bei Flanken profitierten insbesondere die zentralen Stürmer Niall Quinn und Kevin Phillips. Das Trainerteam aus Peter Reid und seinem Assistenten Bobby Saxton formte eine konkurrenzfähige Mannschaft, die in der Premier League auf den siebten Tabellenplatz vorstieß. Summerbee, der 32 von 38 Erstligapartien bestritt, wurde als einer der flankenstärksten rechten Mittelfeldspieler angesehen, der in dieser Qualität nur von David Beckham übertroffen wurde.
Neben der sportlichen Hochphase kam privates Glück und über Summerbees Liaison mit TV-Kommentatorin Melanie Sykes wurde medial intensiv berichtet. Ebenso bekannt wurde, dass er nach einer 1:4-Niederlage gegen den FC Arsenal mit Sykes durch das Nachtleben zog. Anschließend wurde er häufiger ausgewechselt und fand sich gelegentlich auf der Ersatzbank wieder, bevor er sich mit seinem ersten Saisontreffer Ende März 2000 gegen den FC Everton (2:1) zurückmeldete. Es sollte sein letztes Tor für die „Black Cats“ bleiben. In der folgenden Spielzeit 2000/01 ignorierte ihn Reid und er blieb ein halbes Jahr ohne Einsatz. Maßgeblicher Grund für die Missstimmung war, dass Summerbee im Sommer 2000 an Bradford City verkauft werden sollte, aber dieser einem Wechsel negativ gegenüberstand. Bei einem Einsatz der Reservemannschaft setzte der deutlich unzufriedene und nicht austrainierte Summerbee dann gegen Newcastle United einen Tiefpunkt, als er seinen Gegenspieler Andy Griffin überhart anging und daraufhin direkt ausgewechselt wurde.

### Weitere Karrierestationen
Im Januar 2001 fand sich mit den Bolton Wanderers ein Zweitliga-Interessent, so dass Summerbee dorthin ablösefrei wechselte. In den gut acht Monaten bis September 2001 wusste der 29-Jährige jedoch seinen Trainer Sam Allardyce nicht zu überzeugen und so mehrten sich Spekulationen über ein schnelles Ende. Vor allem die Wolverhampton Wanderers unter Trainer Dave Jones zeigten sich interessiert. Letztlich zerschlugen sich die Pläne mit den „Wolves“. Stattdessen hielt er sich nach seiner Freigabe bei dem Ex-Klub aus Manchester fit und heuerte dann im November 2001 bei Nottingham Forest an. Der dortige Trainer Paul Hart verpflichtete Summerbee leistungsbezogen nach Einsätzen. Das Engagement dauerte bis August 2002, als er sich dem Erstligaabsteiger Leicester City anschloss. Schlagzeilenträchtig war diese Personalie, weil Summerbee für die Zeit bei den „Foxes“ nicht bezahlt wurde, dieses aber akzeptierte, weil er auf diese Weise für sich werben wollte. Nach dem Ende der Saison 2002/03, die Leicester immerhin als Vizemeister die Rückkehr in die Premier League bescherte, war er erneut auf der Suche und unterschrieb im Anfang September 2003 bei Bradford City ein Zweijahresvertrag (ein gleichzeitiges Angebot des FC Burnley lehnte er ab, da ihm die Laufzeit zu kurz war). Summerbee erfüllte den Vertrag in Bradford; sportlich gesehen verlief diese Zeit enttäuschend mit dem Zweitligaabstieg im ersten Jahr und einem Platz im Drittligamittelfeld in der anschließenden Saison.
Im August 2005 kehrte Summerbee zu seinem Ex-Klub Swindon Town zurück, der mittlerweile ebenfalls in der dritten Liga angekommen war. Bei seinem ersten Einsatz stand er Nottingham Forest gegenüber und obwohl er offensichtlich nicht mehr die alte Fitness hatte, genügte die Kraft für 70 Minuten in einem Spiel, das Swindon mit 2:1 gewann. Summerbee gab bekannt, dass er sein Engagement noch gerne verlängert sähe, aber als Trainer Andy King von Manchester United den Youngster Colin Heath auslieh, ging Summerbees Engagement nach nur zwei Wochen wieder zu Ende. Letzte aktive Station im Profifußball war für Summerbee zwischen September und Oktober 2005 der Drittligist Tranmere Rovers. Anschließend ließ er bis Sommer 2006 die Karriere beim Fünftligisten FC Tamworth ausklingen.